# Ian Murray (homme politique canadien)
Pour les articles homonymes, voir Ian Murray et Murray.
Ian Munro Murray (né le 7 mai 1951) est un homme politique canadien de l'Ontario. Il est député fédéral libéral de la circonscription ontarienne de Lanark—Carleton de 1993 à 2000,.

## Biographie
Né à Sarnia en Ontario, Murray obtient un Bachelor of Arts en histoire de l'université de Guelph en 1973. Assistant de recherche parlementaire de 1974 à 1976, il sert aussi comme assistant spécial du secrétaire parlementaire du ministre des Communications de 1976 à 1977. De 1977 à 1979 et de 1980 à 1982, il est assistant spécial du ministre des Anciens combattants, Daniel Joseph MacDonald. Murray travaille ensuite pour Northern Telecom Ltd. de 1982 à 1993 et pour lequel il est directeur des relations avec le gouvernement de 1987 à 1993.
Désigné candidat après une course à l'investiture particulière nécessitant cinq recomptage, entraînant une contestation auprès du parti, et un tirage au sort à pile ou face. Bien que Murray désapprouve cette méthode, sa candidature est maintenue.
Élu en 1993 dans une circonscription traditionnellement défavorable aux Libéraux, il vote néanmoins contre le registre de contrôle des armes à feu en 1995 avant de rallier son support au gouvernement par la suite. En 1996, il vote contre un projet élargissant les protections antidiscriminatoires contre les homosexuels sous prétexte de ne pas vouloir entraîner une redéfinition de la famille traditionnelle.
Réélu en 1997,, il est défait en 2000. En 2003, Murray est nommé par le gouvernement de Jean Chrétien au conseil de révisions et d'appels des Anciens combattants pour un mandat de cinq ans.